# Damián Paris
Jorge Damián Paris (Trelew, Argentina; 22 de noviembre de 1990) es un futbolista argentino. Se desempeña como mediocampista.

## Clubes
| Club                   | País      | Año       |
| ---------------------- | --------- | --------- |
| Racing de Trelew       | Argentina | 2011      |
| Naval de Talcahuano    | Chile     | 2012      |
| Racing de Trelew       | Argentina | 2013-2014 |
| Sol de Mayo            | Argentina | 2014-2015 |
| Racing de Trelew       | Argentina | 2015-2016 |
| Deportivo Montecaseros | Argentina | 2017      |